# 木間瀬策三

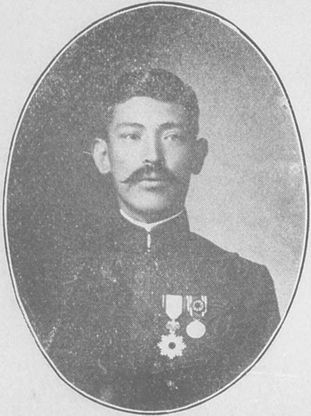
木間瀬策三

木間瀬 策三（きませ さくぞう、1876年〈明治9年〉9月9日 - 1956年〈昭和31年〉12月10日）は、明治末から昭和期の内務官僚、実業家。官選富山県知事。

## 経歴
千葉県出身。従五位勲五等の官吏木間瀬柔三の五男として生まれる。富山中学校で中学1年に在学。第一高等学校を卒業。1900年（明治33年）東京帝国大学法科大学政治学科を卒業。同年11月、文官高等試験行政科試験に合格。内務省に入省し宗教局属となる。
以後、三重県事務官、愛知県事務官、千葉県事務官・第二部長、茨城県事務官・第四部長、同県事務官・警察部長、同県事務官・内務部長、新潟県内務部長、大阪府内務部長などを歴任。
1915年（大正4年）8月12日、富山県知事に就任。人望があつく、御大典行事の実施、熊野川・井田川・神通川水害復旧事業を推進。1917年（大正6年）1月29日、知事を休職。同年11月3日、依願免本官となり退官した。
その後、実業界に転じ、安治川土地常務、山陽中央水電監査役、甲子園ホテル取締役、北辰協会取締役、日本活性白土社長などを歴任。また、懐徳堂記念会常務理事を務めた。

## 親族
- 父：柔三 - 天保14年8月5日に武蔵国埼玉郡礼羽村に生まれ、1904年9月28日に東京麹町区富士見町(現・富士見)に於いて病没[要出典]。同年10月2日に音羽護国寺に葬られた[要出典]。
- 母：武蔵国埼玉郡加須町西村弥吉の長女[要出典]。
- 妻：フサ - 1882年生。男爵橋元正明長女[10]。
- 長女：瑞子 - 1904年生。女子学習院を卒業後、政商赤星弥之助の四男・赤星四郎に嫁いだ[11]。